# Mały Staw (jezioro w Karkonoszach)
Mały Staw (niem. Kleiner Teich) – jezioro polodowcowe w Sudetach Zachodnich, w paśmie Karkonoszy, na południowy zachód od Karpacza (województwo dolnośląskie, powiat karkonoski, gmina Karpacz).

## Położenie
Mały Staw położony jest w środkowej części Karkonoszy (Sudety Zachodnie), u podnóża Równi pod Śnieżką (1400 m n.p.m.) i Smogorni (1489 m n.p.m.) w Kotle Małego Stawu.

## Opis
Mały Staw to górskie jezioro przepływowe, wypełniające dno kotła polodowcowego, położone na wysokości (1183 m n.p.m.). Ma głębokość do 7,3 m, długość linii brzegowej 756 m i zajmuje powierzchnię 2,881 ha. Jeziorko charakteryzuje się czystą i przejrzystą wodą. W cieplejszych miesiącach temperatura wody osiąga maksymalnie 14 °C. Przez znaczną część roku jeziorko pokryte jest lodem. Ubogą faunę reprezentuje wirek, który jest reliktem glacjalnym. Żyje tu także traszka górska i pstrąg potokowy, a także melanistyczna odmiana ropuchy szarej. Przez staw przepływa Łomnica, której źródła znajdują się na Równi pod Śnieżką.

## Turystyka
Brzegiem Małego Stawu przechodzą dwa szlaki turystyczne:
- – niebieski prowadzi z Karpacza Górnego na Śnieżkę,
- – czerwony fragment Głównego Szlaku Sudeckiego prowadzi nad Małym Stawem zachodnią krawędzią Równi pod Śnieżką.

Nad stawem znajduje się schronisko „Samotnia”. W miejscu obecnego schroniska w przeszłości stał budynek pasterski z XVII wieku.

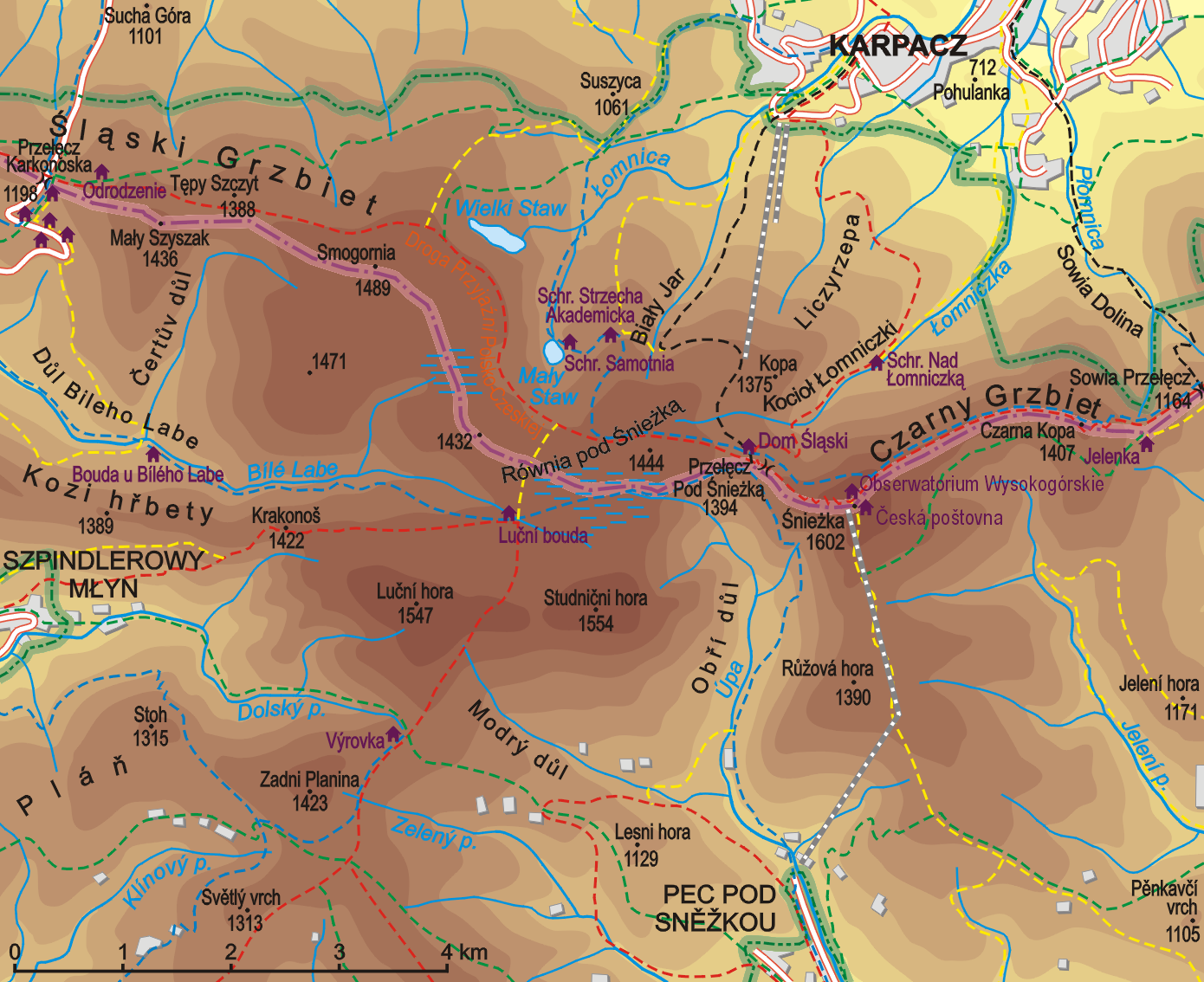
Mały Staw na mapie okolic Śnieżki